# شیوخ تحتانی
شیوخ تحتانی یک منطقهٔ مسکونی در سوریه است که در Ayn al-Arab District واقع شده‌است.

## خصوصیات
شیوخ تحتانی ۴٬۳۳۸ نفر جمعیت دارد.